# Isaac Newton
Sir Isaac Newton [àjzak njúton], PRS,  angleški fizik, matematik, astronom, filozof, ezoterik in alkimist, * 4. januar 1643 (25. december 1642, stari angleški koledar), hamlet Woolsthorpe-by-Colsterworth pri Grenthamu, grofija Lincolnshire, Anglija, † 31. marec (20. marec) 1727, Kensington, London, Anglija.

## Življenje in delo
Delo, ki ga je v fiziki začel Galilei, je nadaljeval in do prvega viška pripeljal Newton. Večkrat naletimo na podatek, da se je Newton rodil v letu, v katerem je umrl Galilei, vendar so v Angliji tedaj upoštevali še stari koledar; po novem, ki je že veljal drugod, je bilo to leto po Galilejevi smrti. Rodil se je po očetovi smrti. Menda je bil ob rojstvu zelo šibek, a si je proti pričakovanju opomogel.
Newton je bil čudežni otrok. Za delo na kmetiji ni bil pripraven in po priporočilu strica, ki je učil na Cambridgeu, so ga poslali tja študirat. Brez težav, a tudi brez posebnih uspehov je leta 1665 študij končal. Menda je na nekem merjenju moči v znanju končal na 24. mestu. V tistem času so zaradi kuge cambriško univerzo za poldrugo leto zaprli. Preživel je prisilne počitnice v domači vasi. Imel je veliko časa za razmišljanje in tedaj naj bi odkril infinitezimalni račun in splošni gravitacijski zakon ter razstavil belo svetlobo na mavrico. Nek njegov življenjepisec pravi, da »v zgodovini znanosti ni primerov, ki bi jih lahko primerjali z Newtonovimi dosežki« v tem poldrugem letu. Vendar vse kaže, da ni bilo čisto tako. Po vsej verjetnosti je Newton tedaj zares razmišljal o gibanju Lune in planetov in o svetlobi, ker sta ti vprašanji zaposlovali vse tedanje fizike. Morda se je tedaj odločil, kaj bo raziskoval, a čas vsaj za obe fizikalni odkritji še ni dozorel. Živel je v zelo razgibanem času, v katerem je dozorevala angleška država. To je bilo obdobje, ko je Oliver Cromwell odstavil kralja Karla I. in postal lord protektor. Newton se je vrnil v Cambridge, ko so univerzo spet odprli, in postal mladi raziskovalec, kot bi rekli danes. Leta 1669 pa se je primerilo nekaj dokaj nenavadnega: njegov učitelj Barrow je šel predčasno v pokoj in svoje profesorsko mesto prepustil Newtonu, češ da ga ta prekaša. Profesor, ki zaseda to stolico, se imenuje Lucasov profesor matematike. Danes to mesto na cambriški univerzi (Cambridge University) zaseda Michael Cates. Newton se je lotil raziskovanja svetlobe in uspehi pri tem so mu leta 1672 odprli pot v Kraljevo družbo, angleško akademijo znanosti. Zaradi svojih poskusov s svetlobo je tu prišel v spor s Hookom. Ta je bil nemiren in zajedljiv. Hooke je kritiziral dve optični razpravi, ki ju je Newton predložil družbi. To je Newtona vznejevoljilo, tako da je zagrozil z izstopom iz Kraljeve družbe. Spor so komaj zgladili. Zaradi tega je Newton odložil pisanje knjige o optiki. Izšla je šele leta 1704, leto dni po Hookovi smrti.
Znani pisec poljudnih knjig in znanstvene fantastike Isaac Asimov je o Newtonu napisal tole: »Čeprav je bil Newton največji um, je bil slab primerek moža. Nikoli se ni poročil in nikoli ni pokazal znakov, da se zaveda, da ženske sploh obstajajo. Bil je smešno raztresen in vedno se je zanimal le za stvari, ki niso bile v njegovi neposredni okolici. Bil je tudi izredno občutljiv na kritiko in otročji v svojih reakcijah nanjo. Večkrat se je trdno odločil, da raje ne bo objavil nobenega znanstvenega dela, kot da bi se ponovno izpostavil kritiki. [...] Sovraštvo do kritke pa mu ni branilo, da ne bi bil prepirljiv kot Hooke, čeprav ta lastnost pri njem ni bila tako izrazita. Sam se je izmikal sporom in prepustil svojim prijateljem, da so nosili njegov najtežji delež. Iz ozadja jih je spodbujal, pri tem pa ni naredil nobenega koraka, da bi jih branil ali kaj priznal.«
Vendar se je po Hookovi zaslugi proti koncu leta 1679 Newton začel podrobno zanimati za gibanje planetov. Leta 1687 je izšla njegova knjiga z naslovom (Matematična) Načela naravoslovja (filozofije narave)  (Philosophiae naturalis principia mathematica). Filozofijo narave bi danes lahko nadomestili s fiziko ali še bolje z mehaniko.
Newton je prvi uporabljal sodobne znake za višje korene.
Poleg raziskovanja na področju matematike in fizike je Newton veliko časa posvetil tudi ezoteriki in preučevanju Biblije. Proučeval jo je v upanju, da bo našel biblijsko kodo.
Po Newtonu se imenujejo:
- v fiziki
  - Newtonovi zakoni gibanja - temelj Newtonove mehanike
  - Newtonov splošni gravitacijski zakon
  - newton - enota za merjenje sile
- v matematiki
  - Newtonova metoda - numerična metoda za iskanje ničel funkcije
  - Newton-Leibnizeva formula - povezava med odvodom, nedoločenim integralom in določenim integralom
  - Newton-Mercatorjeva vrsta za računaje naravnega logaritma
  - Newtonova serpentina:

{\displaystyle y={\frac {x}{1+x^{2}}}\!\,}
-  algebrska krivulja 3. reda iz vrst okljukov z enačbo:
{\displaystyle y={\frac {a^{2}x}{ab+x^{2}}}\!\,}

## Dela
- Metoda fluksij (Method of Fluxions) (1671),
- De Motu Corporum (1684),
- Matematična načela naravoslovja (Philosophiae naturalis principia mathematica) (1687),
- Optika ((The) Opticks) (1704),
- Poročila kot predstojnik kovnice denarja (Reports as Master of the Mint Arhivirano 2005-02-07 na Wayback Machine.) (1701-1725),
- Arithmetica universalis (1707),
- Analiza (Analysis) (1711), s temelji infinitezimalnega računa,
- Zgodovinsko poročilo o dveh znamenitih popačenjih iz svetega pisma (An Historical Account of Two Notable Corruptions of Scripture) (1754).

## Priznanja

### Poimenovanja
Po njem se imenujeta kraterja na Luni (Newton), Marsu (Newton) in asteroid glavnega pasu 8000 Isaac Newton.
Zaradi njegovega dela na področju klasične mehanike, so po njem poimenovali enoto SI za silo.